# Liste de minéraux (lettre J)
Pour un article plus général, voir Liste de minéraux
- Jáchymovite
- Jacobsite
- Jadéite NaAlSi2O6
- Jaffeite
- Jagoïte
- Jagowerite
- Jaguéite
- Jahnsite-(CaMnFe)
- Jahnsite-(CaMnMg)
- Jahnsite-(CaMnMn)
- Jahnsite-(MnMnMn)
- Jaipurite
- Jalpaïte
- Jamborite
- Jamesite
- Jamesonite Pb4FeSb6S14
- Janggunite
- Janhaugite
- Jankovićite
- Jarlite
- Jarosewichite
- Jarosite (K,Na)FeIII3(OH)6(SO4)2
- Jarošite (Kirovite)
- Jaskólskiite
- Jasmundite
- Jeanbandyite
- Jedwabite
- Jeffreyite
- Jennite
- Jensenite
- Jentschite, TlPbAs2SbS6 sulfosel, couleur noire. Découvert à Binntal, Valais (Suisse).
- Jeppeite
- Jéréméjévite
- Jeromite
- Jerrygibbsite
- Jervisite
- Jianshuiite, oxyde. Découvert en 1992 à Lu, Jianshi, Yunnan (Chine).
- Jimboïte
- Jimthompsonite
- Jinshajiangite
- Jixianite
- Joaquinite-(Ce) Ba2NaCe2FeII(Ti,Nb)2(Si,O3)8O26(OH,F) • H2O
- Joesmithite
- Johachidolite
- Johannite
- Johannsénite
- Johillerite
- Johnbaumite
- Johninnesite
- Johnsomervilleite
- Johntomaïte
- Johnwalkite
- Jôkokuite
- Joliotite (UO2)CO3 • n H2O
- Jolliffeite. Découvert en 1991, au lac Athabasca, Saskatchewan (Canada).
- Jonesite
- Jordanite
- Jordisite
- Jørgensenite
- Joséite
- Joséite-B
- Jouravskite
- Juabite
- Juanitaïte
- Juanite
- Jungite
- Junitoïte
- Junoïte
- Juonniite
- Jurbanite